# Leah Ayres

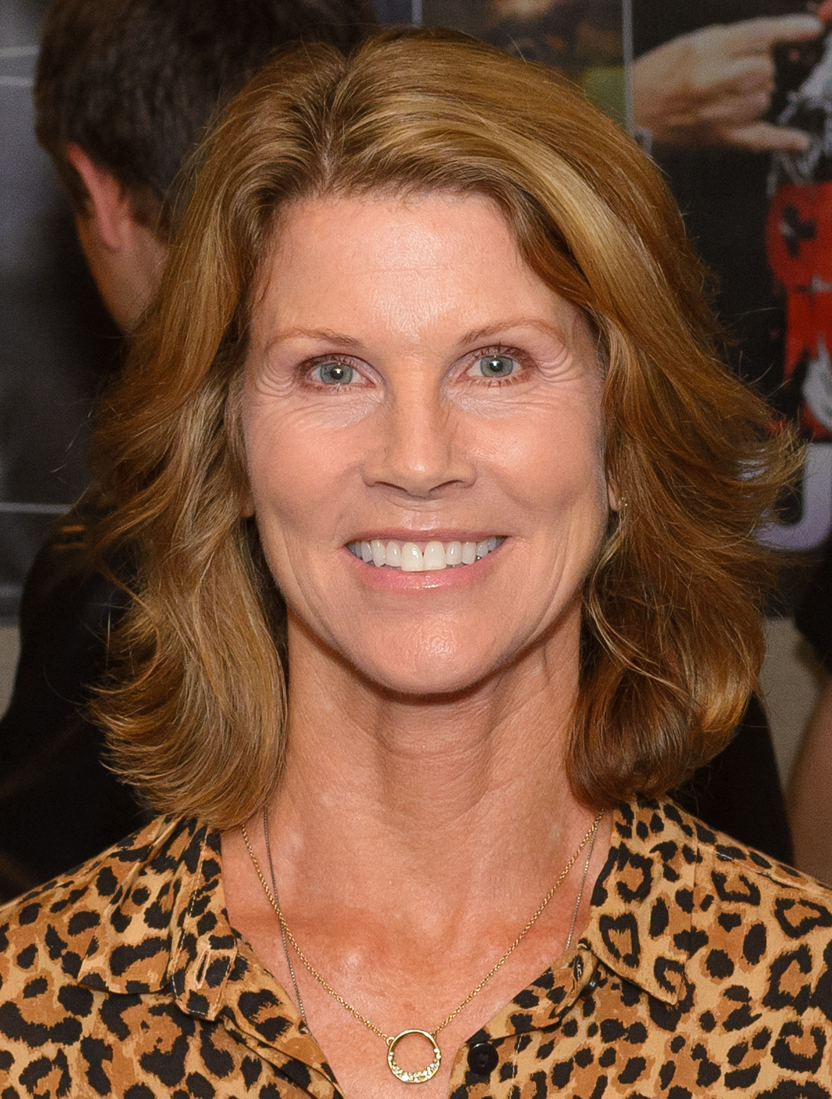
Leah Ayres, 2017

Leah Ayres, geborene Leah Simpson (* 28. Mai 1957 in Baltimore, Maryland) ist eine US-amerikanische Schauspielerin in Kino- und Fernsehfilmen von 1979 bis 1998.

## Leben
Ayres war am Ende der 1970er Jahre und am Anfang der 1980er Jahre in den Modekatalogen von Darci Doll zu sehen. Sie debütierte im Musikfilm Hinter dem Rampenlicht (1979) von Bob Fosse. Im Jahr 1979 trat sie außerdem in der Fernsehserie Love of Life auf. Im Horrorfilm Brennende Rache (1981) spielte sie eine der größeren Rollen.
Ayres spielte im Actionfilm Kopfjagd (1983) die Rolle von Chris Macon, der Ehefrau des flüchtigen Häftlings Eddie Macon (John Schneider), der von US-Marshal Carl Marzack (Kirk Douglas) verfolgt wird. Im Fernsehfilm Frauen wie Samt und Stahl (1984) übernahm sie die Hauptrolle. Eine weitere Hauptrolle spielte sie im Filmdrama Dancing in the City (1987). Im Martial-Arts-Film Bloodsport (1988) spielte sie an der Seite von Jean-Claude Van Damme. In der Fernsehserie The Bradys aus dem Jahr 1990 spielte sie die Rolle von Marcia Brady Logan. Ihr bisher letzter Auftritt war in einer Folge der Fernsehserie Sliders – Das Tor in eine fremde Dimension aus dem Jahr 1998.
Ayres erwarb im Jahr 1996 einen M.A. am Pacific Oaks College in Pasadena, Kalifornien. Sie verzichtete auf die Schauspielkarriere und widmete sich der Lehrtätigkeit.
Ayres heiratete den Drehbuchautor Bruce Kalish und hat eine eigene Firma, die fantasieanregende Audio- und Spiele-Sets für Kinder produziert. Darüber hinaus arbeitet sie in Encino, einem Stadtteil von Los Angeles, als Yogalehrerin, vermittelt durch die Firma Yoga Ed. (L.A.)

## Filmografie (Auswahl)
- 1979: Hinter dem Rampenlicht (All That Jazz)
- 1981: Dead Ringer
- 1981: Brennende Rache (The Burning)
- 1983: Kopfjagd (Eddie Macon's Run)
- 1984: Frauen wie Samt und Stahl (Velvet)
- 1987: Dancing in the City (Hot Child in the City)
- 1988: Bloodsport
- 1988: Police Story: The Watch Commander
- 1992: The Player
- 1998: Sliders – Das Tor in eine fremde Dimension (Sliders, Fernsehserie)